# عقربيات البحر
عقربيات البحر (الاسم العلمي: Scorpaeniformes) هي رتبة من الأسماك تتبع طائفة شعاعيات الزعانف من شعبة الحبليات. وتشتهر باسم الأسماك «مدرعة جانبي الرأس» نتيجة لخاصيتها المميزة وهي الدعامة تحت الحجاج والتي تعتبر: امتداد خلفي للعظمة الثالثة حول الحجاج (جزء من الهيكل العظمي للرأس الجانبية/الوجنة، أسفل محجر العينين) عبر الوجنة إلى ما قبل الوصاد والتي ترتبط بها في معظم الأنواع.
تعتبر أسماك عقربيات البحر من لواحم, حيث تتغذى في الغالب على القشريات والأسماك الصغيرة. تعيش أغلب الأنواع بقاع البحار في المياه الضحلة نسبيًا، رغم أن هناك أنواعًا تشتهر بأنها تعيش بالمياه العميقة والمياه المتوسطة وحتى المياه العذبة. ولديها نموذجيًا رؤوس مزودة بأشواك، وصدري مستديرة وزعانف ذيلية. وتعتبر غالبية الأنواع أقل من 30 سنتيمتر (12 بوصة) طولًا، إلا أن نطاق الحجم الكامل للرتبة يختلف من الأسماك المخملية والتي يمكن أن يبلغ طولها 2 سنتيمتر (0.79 بوصة) مثل البالغين، مقارنة بأسماك لينجكود, والتي يمكن أن تصل إلى 150 سنتيمتر (4.9 قدم) طولًا.

## التصنيف
لم يتم الاستقرار بعد على تقسيم عقربيات البحر إلى فصيلات، حيث تتراوح التقديرات من 26 فصيلة  إلى 35 فصيلة.
الرتبة عقربيات البحر
- رتبة فرعية أنوبلوبوماتيدا

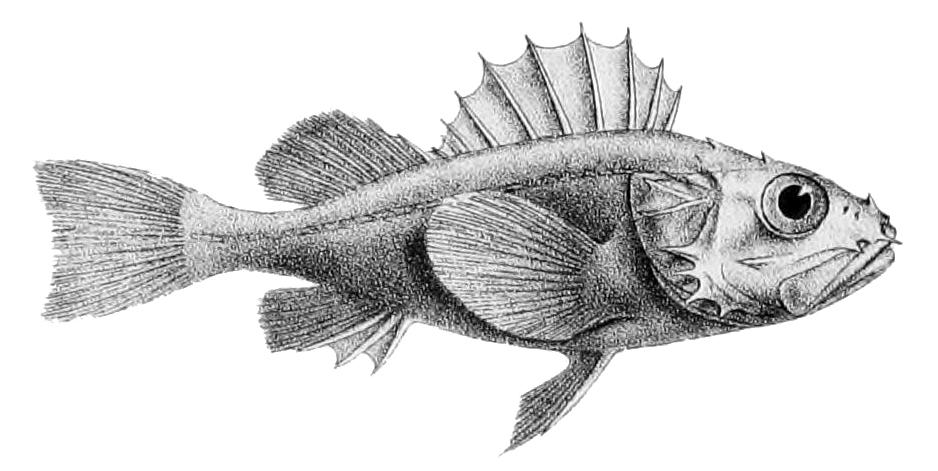
سيتارشيدا: سمكة عقرب المياه العميقة, سيتارشاز جيونثيري

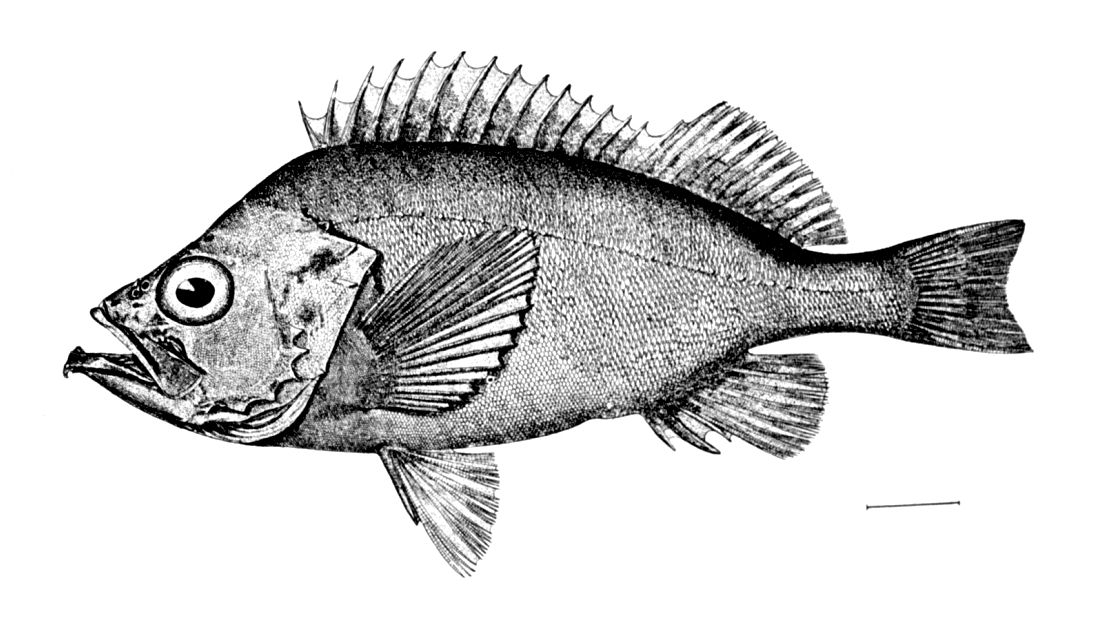
سيباستيدا: سمك الفرخ, سيباستيس مارينوس

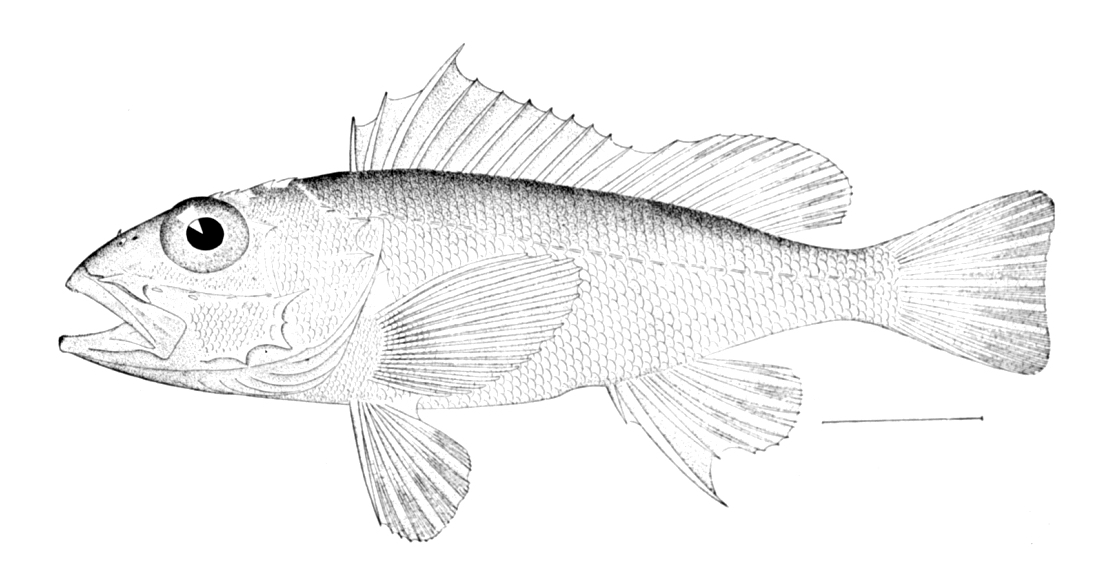
سكوربانيدا: سمك العقرب طويل شوكة الظهر, بونتينوس طويل شوكة الظهر

  - أنوبلوبوماتيد (سمك السابل وسمك السكيل)
- رتبة فرعية كوتويدي
  - طائفة كوتويديا
    - أبيسوكوتيدا (قرموط المياه العميقة)
    - أجونيدا (سمك التمساح)
    - باتيليوتيتشتيدا
    - كوميفوريدا (نهاش بيكال الأحمر)
    - كوتيدا (قرموط المياه العميقة)
    - كوتوكوميفوريدا (قرموط المياه العميقة البيكالي)
    - إريونيدا
    - هيمتري بيتريدا (غراب البحر والرخام القرموط الأمريكي)
    - هيملبيدوتيوس (هيملبيدوتيوس هيملبيدوتيوس, (اللورد الأيرلندي أو أسماك القط ذات الرأس الكبير))
    - أيسليدا (القراميط ذات الحراشف)[8]
    - سيكروليوتيدا (الأسماك كبيرة الرأس)
    - رامفوكوتيدا (القرموط الأمريكي الناخر)

  - طائفة سيكلوبتيرويدا
    - سيكلوبتيرويدا (البطارخ)
    - ليباريدا (السمك الحلزون)
- رتبة فرعية دكتيلوبتيويدي
  - دكتيلوبتيويدي (الغرنار الطائر)
- رتبة فرعية هيكساجرامويدي
  - هيكساجرامويدي (السمك الصخري)
- رتبة فرعية نورمانشتيودي
  - نورمانشتيداي
- رتبة فرعية بلاتيسيفالويداي
  - بيمبرداي (سمك المياه العميقة كبير الرأس)
  - هوبليشتيداي (سمك الشبح كبير الرأس)
  - بارابيمبرداي[9]
  - بلاتيسيفاليداي (كبير الرأس)
- رتيبة عقرباويات البحر
  - أبيستيداي[10]
  - أبلوكتينيداي (السمك المخملي)
  - كراكانتيداي (السمك المخملي الدائري)
  - كونجيوبوديداي (سمك حصان البحر وسمك خنزير البحر)
  - إسشيميريداي
  - جناتاناكانتيداي (السمك المخملي الأحمر)
  - نيوسيباستيداي[10]
  - باتايسيداي (سمك رأس السفينةالأسترالي)
  - بيريستيديداي[11]
  - بليكتروجينداي[10]
  - عقارب البحر
  - سيباستيداي (سمك الصخر)[10]
  - سيتارشيداي[10]
  - سيننسيداي (السمك الصخري)
  - تيتراروجيداي (سمك الدبور)[10]
  - تريجليداي (أبو الحناء البحري)

## فصائل
- عقارب البحر